# 11e étape du Tour d'Italie 2004
Pour un article plus général, voir Tour d'Italie 2004.
La 11e étape du Tour d'Italie 2004 a eu lieu le 19 mai 2004 entre la ville de Porto Sant'Elpidio et celle de Cesena sur une distance de 228 km. Elle a été remportée au sprint par l'Italien Emanuele Sella (Ceramica Panaria-Margres) devant son compatriote Cristian Moreni (Alessio-Bianchi) et le Suisse Steve Zampieri (Vini Caldirola-Nobili Rubinetterie). Damiano Cunego (Saeco) conserve le maillot rose de leader à l'issue de l'étape du jour.

## Classement de l'étape
| \| Classement de l'étape \| Classement de l'étape \| Classement de l'étape \| Classement de l'étape \| Classement de l'étape \| \| Coureur \| Coureur \| Pays \| Équipe \| Temps \| \| --------------------- \| --------------------- \| --------------------- \| ---------------------------------- \| --------------------- \| \| 1er \| Emanuele Sella \| Italie \| Ceramica Panaria-Margres \| 5 h 19 min 08 s \| \| 2e \| Cristian Moreni \| Italie \| Alessio-Bianchi \| + 30 s \| \| 3e \| Steve Zampieri \| Suisse \| Vini Caldirola-Nobili Rubinetterie \| + 30 s \| \| 4e \| Bo Hamburger \| Danemark \| Acqua & Sapone - Caffè Mokambo \| + 30 s \| \| 5e \| Rubén Lobato \| Espagne \| Saunier Duval-Prodir \| + 30 s \| \| 6e \| Juan Manuel Gárate \| Espagne \| Lampre \| + 30 s \| \| 7e \| Patxi Vila \| Espagne \| Lampre \| + 30 s \| \| 8e \| Alexandre Moos \| Suisse \| Phonak Hearing Systems \| + 49 s \| \| 9e \| Damiano Cunego \| Italie \| Saeco \| + 49 s \| \| 10e \| Yaroslav Popovych \| Ukraine \| Landbouwkrediet-Colnago \| + 49 s \| |                    |          |                                    |                 |
| |                    |          |                                    |                 |
| |                    |          |                                    |                 |
| Classement de l'étape |                    |          |                                    |                 |
| Coureur | Coureur            | Pays     | Équipe                             | Temps           |
| 1er | Emanuele Sella     | Italie   | Ceramica Panaria-Margres           | 5 h 19 min 08 s |
| 2e | Cristian Moreni    | Italie   | Alessio-Bianchi                    | + 30 s          |
| 3e | Steve Zampieri     | Suisse   | Vini Caldirola-Nobili Rubinetterie | + 30 s          |
| 4e | Bo Hamburger       | Danemark | Acqua & Sapone - Caffè Mokambo     | + 30 s          |
| 5e | Rubén Lobato       | Espagne  | Saunier Duval-Prodir               | + 30 s          |
| 6e | Juan Manuel Gárate | Espagne  | Lampre                             | + 30 s          |
| 7e | Patxi Vila         | Espagne  | Lampre                             | + 30 s          |
| 8e | Alexandre Moos     | Suisse   | Phonak Hearing Systems             | + 49 s          |
| 9e | Damiano Cunego     | Italie   | Saeco                              | + 49 s          |
| 10e | Yaroslav Popovych  | Ukraine  | Landbouwkrediet-Colnago            | + 49 s          |

## Classement général
Cette étape de montagne n'a pas provoqué de gros changements au classement général de l'épreuve. L'Italien Damiano Cunego (Saeco) porte toujours le maillot rose de leader. Il devance son coéquipier et compatriote Gilberto Simoni de dix secondes et Franco Pellizotti (Alessio-Bianchi) de vingt-huit secondes. Seul le vainqueur de l'étape Emanuele Sella (Ceramica Panaria-Margres) en profite pour rentrer dans le top 10 du classement.
| \| Classement général \| Classement général \| Classement général \| Classement général \| Classement général \| \| Coureur \| Coureur \| Pays \| Équipe \| Temps \| \| ------------------ \| ------------------ \| ------------------ \| ---------------------------------- \| ------------------ \| \| 1er \| Damiano Cunego \| Italie \| Saeco \| 50 h 43 min 29 s \| \| 2e \| Gilberto Simoni \| Italie \| Saeco \| + 10 s \| \| 3e \| Franco Pellizotti \| Italie \| Alessio-Bianchi \| + 28 s \| \| 4e \| Yaroslav Popovych \| Ukraine \| Landbouwkrediet-Colnago \| + 40 s \| \| 5e \| Giuliano Figueras \| Italie \| Ceramica Panaria-Margres \| + 52 s \| \| 6e \| Stefano Garzelli \| Italie \| Vini Caldirola-Nobili Rubinetterie \| + 1 min 15 s \| \| 7e \| Andrea Noè \| Italie \| Alessio-Bianchi \| + 1 min 17 s \| \| 8e \| Serhiy Honchar \| Ukraine \| De Nardi-Piemme Telekom \| + 1 min 17 s \| \| 9e \| Dario Cioni \| Italie \| Fassa Bortolo \| + 1 min 19 s \| \| 10e \| Emanuele Sella \| Italie \| Ceramica Panaria-Margres \| + 1 min 25 s \| |                   |         |                                    |                  |
| |                   |         |                                    |                  |
| |                   |         |                                    |                  |
| Classement général |                   |         |                                    |                  |
| Coureur | Coureur           | Pays    | Équipe                             | Temps            |
| 1er | Damiano Cunego    | Italie  | Saeco                              | 50 h 43 min 29 s |
| 2e | Gilberto Simoni   | Italie  | Saeco                              | + 10 s           |
| 3e | Franco Pellizotti | Italie  | Alessio-Bianchi                    | + 28 s           |
| 4e | Yaroslav Popovych | Ukraine | Landbouwkrediet-Colnago            | + 40 s           |
| 5e | Giuliano Figueras | Italie  | Ceramica Panaria-Margres           | + 52 s           |
| 6e | Stefano Garzelli  | Italie  | Vini Caldirola-Nobili Rubinetterie | + 1 min 15 s     |
| 7e | Andrea Noè        | Italie  | Alessio-Bianchi                    | + 1 min 17 s     |
| 8e | Serhiy Honchar    | Ukraine | De Nardi-Piemme Telekom            | + 1 min 17 s     |
| 9e | Dario Cioni       | Italie  | Fassa Bortolo                      | + 1 min 19 s     |
| 10e | Emanuele Sella    | Italie  | Ceramica Panaria-Margres           | + 1 min 25 s     |

## Classements annexes
| Classement par points | Classement par points | Classement par points | Classement par points              | Classement par points |
| Coureur               | Coureur               | Pays                  | Équipe                             | Points                |
| --------------------- | --------------------- | --------------------- | ---------------------------------- | --------------------- |
| 1er                   | Alessandro Petacchi   | Italie                | Fassa Bortolo                      | 150 pts               |
| 2e                    | Olaf Pollack          | Allemagne             | Gerolsteiner                       | 86 pts                |
| 3e                    | Marco Zanotti         | Italie                | Vini Caldirola-Nobili Rubinetterie | 85 pts                |
| 4e                    | Robbie McEwen         | Australie             | Lotto-Domo                         | 81 pts                |
| 5e                    | Damiano Cunego        | Italie                | Saeco                              | 77 pts                |

| Classement par points | Classement par points | Classement par points | Classement par points              | Classement par points |
| Coureur               | Coureur               | Pays                  | Équipe                             | Points                |
| --------------------- | --------------------- | --------------------- | ---------------------------------- | --------------------- |
| 1er                   | Alessandro Petacchi   | Italie                | Fassa Bortolo                      | 150 pts               |
| 2e                    | Olaf Pollack          | Allemagne             | Gerolsteiner                       | 86 pts                |
| 3e                    | Marco Zanotti         | Italie                | Vini Caldirola-Nobili Rubinetterie | 85 pts                |
| 4e                    | Robbie McEwen         | Australie             | Lotto-Domo                         | 81 pts                |
| 5e                    | Damiano Cunego        | Italie                | Saeco                              | 77 pts                |

| Classement de la montagne | Classement de la montagne | Classement de la montagne | Classement de la montagne | Classement de la montagne |
| Coureur                   | Coureur                   | Pays                      | Équipe                    | Points                    |
| ------------------------- | ------------------------- | ------------------------- | ------------------------- | ------------------------- |
| 1er                       | Fabian Wegmann            | Allemagne                 | Gerolsteiner              | 30 pts                    |
| 2e                        | Damiano Cunego            | Italie                    | Saeco                     | 28 pts                    |
| 3e                        | Gilberto Simoni           | Italie                    | Saeco                     | 16 pts                    |
| 4e                        | Alexandre Moos            | Suisse                    | Phonak Hearing Systems    | 14 pts                    |
| 5e                        | Franco Pellizotti         | Italie                    | Alessio-Bianchi           | 12 pts                    |

| Classement de la montagne | Classement de la montagne | Classement de la montagne | Classement de la montagne | Classement de la montagne |
| Coureur                   | Coureur                   | Pays                      | Équipe                    | Points                    |
| ------------------------- | ------------------------- | ------------------------- | ------------------------- | ------------------------- |
| 1er                       | Fabian Wegmann            | Allemagne                 | Gerolsteiner              | 30 pts                    |
| 2e                        | Damiano Cunego            | Italie                    | Saeco                     | 28 pts                    |
| 3e                        | Gilberto Simoni           | Italie                    | Saeco                     | 16 pts                    |
| 4e                        | Alexandre Moos            | Suisse                    | Phonak Hearing Systems    | 14 pts                    |
| 5e                        | Franco Pellizotti         | Italie                    | Alessio-Bianchi           | 12 pts                    |

| Classement Intergiro | Classement Intergiro | Classement Intergiro | Classement Intergiro         | Classement Intergiro |
|                      | Coureur              | Pays                 | Équipe                       | Temps                |
| -------------------- | -------------------- | -------------------- | ---------------------------- | -------------------- |
| 1er                  | Marlon Pérez         | Italie               | Colombia-Selle Italia        | en 30 h 40 min 30 s  |
| 2e                   | Crescenzo D'Amore    | Italie               | Acqua & Sapone-Caffè Mokambo | + 8 s                |
| 3e                   | Aart Vierhouten      | Colombie             | Lotto-Domo                   | + 26 s               |
| 4e                   | Mariano Piccoli      | Pays-Bas             | Lampre                       | + 27 s               |
| 5e                   | Robert Förster       | Allemagne            | Gerolsteiner                 | + 31 s               |
| modifier             |                      |                      |                              |                      |

| Classement par équipes | Classement par équipes         | Classement par équipes | Classement par équipes |
| Équipe                 | Équipe                         | Pays                   | Temps                  |
| ---------------------- | ------------------------------ | ---------------------- | ---------------------- |
| 1re                    | Saeco                          | Italie                 | 151 h 47 min 05 s      |
| 2e                     | Alessio-Bianchi                | Italie                 | + 6 s                  |
| 3e                     | Lampre                         | Italie                 | + 3 min 09 s           |
| 4e                     | Ceramica Panaria-Margres       | Italie                 | + 4 min 27 s           |
| 5e                     | Acqua & Sapone - Caffè Mokambo | Italie                 | + 6 min 31 s           |

| Classement par équipes | Classement par équipes         | Classement par équipes | Classement par équipes |
| Équipe                 | Équipe                         | Pays                   | Temps                  |
| ---------------------- | ------------------------------ | ---------------------- | ---------------------- |
| 1re                    | Saeco                          | Italie                 | 151 h 47 min 05 s      |
| 2e                     | Alessio-Bianchi                | Italie                 | + 6 s                  |
| 3e                     | Lampre                         | Italie                 | + 3 min 09 s           |
| 4e                     | Ceramica Panaria-Margres       | Italie                 | + 4 min 27 s           |
| 5e                     | Acqua & Sapone - Caffè Mokambo | Italie                 | + 6 min 31 s           |